# Joyful Noise Recordings
Joyful Noise Recordings  es una compañía discográfica independiente estadounidense fundada en el 2003 por Karl Hofstetter en donde trabajo como miembro de sesión tocando la batería en varios grupos.
La discográfica se enfoca en artistas del rock, y principalmente del experimental. 
En el 2010 Joyful Noise Recordings hizo algunas ediciones de algunos álbumes de varios artistas en formato casete, disco de vinilo y flexidisco

## Algunos artistas de la discográfica
- Of Montreal
- Joan of Arc
- Lou Barlow (Sebadoh)
- Surfer Blood
- Tim Kinsella (Cap'n Jazz)
- Kishi Bashi